# Esquire
Esquire [ˈɛskwaɪɹ, ɪˈskwaɪɹ] ist ein Männermagazin, das von der Hearst Corporation herausgegeben wird und 1933 erstmals in den USA veröffentlicht wurde. Internationales Renommee erlangte es durch seine Beiträge von Schriftstellern wie Ernest Hemingway und F. Scott Fitzgerald.
Zwischen 1987 und 1992 gab es auch eine deutsche Ausgabe.

## Geschichte
Esquire erschien erstmals im Oktober 1933 als Nebenprodukt eines Fachmagazins der Modebranche Apparel Arts, das später in Gentlemen's Quarterly (GQ) umbenannt wurde. Beide Magazine hatten über 45 Jahre den gleichen Herausgeber. Das Esquire gilt bis heute als Konkurrent des Männermagazins Gentlemen’s Quarterly. 
Zunächst saß die Redaktion in Chicago und später in New York. Die Gründer waren David A. Smart, Henry L. Jackson and Arnold Gingrich. Jackson starb 1948 im  United-Airlines-Flug 624. Gingrich führte das Magazin bis zu seinem Tod 1976. Smart starb 1952, verließ das Magazin jedoch bereits 1936, um das Magazin Coronet zu gründen. Die Gründer hatten unterschiedliche politische Standpunkte, was sich in Debatten zwischen ihnen widerspiegelte, die im Magazin publiziert wurden.
Von Anfang an veröffentlichte das Magazin Pin-ups, unter anderem von renommierten Zeichnern wie George Petty, Alberto Vargas und Al Moore. In der Septemberausgabe 1951 erschien ein Foto von Marilyn Monroe als aufklappbares Blatt in der Mitte des Heftes (engl. centerfold) – zwei Jahre bevor sie in der Erstausgabe des Playboy im Dezember 1953 das Centerfold-Mädchen war. In den 1960er Jahren veröffentlichten wiederum Schriftsteller wie John Sack, Tom Wolfe, Norman Mailer und Gay Talese Beiträge im Esquire, das damit am Trend des sogenannten „neuen Journalismus“ teilnahm. 2007 suchte Esquire erstmals den „Accessoire-Träger des Jahres“ und verlieh u. a. einen Sonderpreis an Papst Benedikt XVI. für seine roten Lederschuhe. Im September 2008 brachte das Magazin 100.000 Exemplare mit einem Titelblatt aus elektronischem Papier der Firma E-Ink heraus.
Hugh Hefner arbeitete ab 1951 als Werbetexter für Esquire, bevor er 1953 sein eigenes Magazin Playboy gründete. Hefner übernahm viele Ideen von seinem ehemaligen Arbeitgeber, insbesondere die Mischung aus gut geschriebenen fiktionalen und journalistischen Geschichten, Lifestyle-Beiträgen, die Anzeigenkunden ein ideales Werbeumfeld bereiten, und natürlich Abbildungen von hübschen Mädchen, wobei das Centerfold-Mädchen bei Esquire als The Esquire Girl und beim Playboy als Playmate of the Month (in der Erstausgabe noch Sweetheart of the Month) bezeichnet wurde. Wesentlicher Unterschied zu Esquire war dabei, dass die Mädchen im Playboy auch unbekleidet fotografiert wurden.
Neben der Originalausgabe in den USA wird es in folgenden Ländern publiziert: China, Griechenland, El Salvador, Indonesien, Japan, Kasachstan, Malaysia, Mexiko, den Niederlanden, den Philippinen, Taiwan, Rumänien, Singapur, Spanien, Südkorea, Thailand, Tschechien, der Türkei, der Ukraine, im arabischen Sprachraum und in englischer Sprache in Hongkong. In Russland trat 2016 ein Gesetz in Kraft, wonach nur 20 Prozent eines Medienherausgebers von Ausländern gehalten werden dürfen, womit das Heft „entpolitisiert“ wurde.
Am 9. März 2020 wurde von Hubert Burda Media eine deutsche Website gestartet. Seit dem 29. Oktober 2020 erscheint außerdem vierteljährlich eine gedruckte Zeitschrift.

## Esquire Jazz Award
- Esquire All-American Jazz Concert – Metropolitan Opera House 18. Januar 1944 (New York City) – 2 CDs mit Louis Armstrong, Roy Eldridge, Jack Teagarden, Barney Bigard, Benny Goodman, Coleman Hawkins, Red Norvo, Lionel Hampton, Art Tatum, Jess Stacy, Teddy Wilson, Al Casey, Oscar Pettiford, Sid Weiss, Sidney Catlett, Morey Feld, Billie Holiday, Mildred Bailey

## Dubious Achievement Award
2008 vergab das Esquire letztmals den Dubious Achievement Award (Preis für zweifelhafte Errungenschaften), der ungewöhnliche Ereignisse des vorangegangenen Jahres wieder in Erinnerung rufen sollte. Diese Artikel sind in umgekehrter Reihenfolge verfasst, d. h. die Pointe findet sich zuerst im Titel und der Text darunter beschreibt das Ereignis. Als Running Gag enthalten diese jährlichen Artikel fast immer ein altes Foto des lachenden Richard Nixon mit der Bildüberschrift „Why is this man laughing?“ („Weshalb lacht dieser Mann?“).

## Sexiest Woman Alive
Seit 2004 kürt die Redaktion des Magazins die „Frau mit dem größten Sexappeal“ und verleiht ihr den Titel Sexiest Woman Alive. Erste Preisträgerin war 2004 Angelina Jolie.